# Temeš
Temeš este o comună slovacă, aflată în districtul Prievidza din regiunea Trenčín. Localitatea se află la altitudinea de 528 m deasupra n.m., se întinde pe o suprafață de 4,27 km2 și în 2017 număra 217 locuitori.

## Istoric
Localitatea Temeš este atestată documentar din 1332.

## Demografie
| An:                | 1994 | 2004    | 2014    | 2024    |
| ------------------ | ---- | ------- | ------- | ------- |
| Număr de persoane: | 324  | 289     | 234     | 189     |
| Diferență:         |      | −10,80% | −19,03% | −19,23% |

| An:                | 2023 | 2024   |
| ------------------ | ---- | ------ |
| Număr de persoane: | 198  | 189    |
| Diferență:         |      | −4,54% |